# TV-året 1991

## Trender
- I Sverige har de närmaste föregående årens utveckling av satellit-TV blivit en hård konkurrens till hemvideomarknaden och genom utslagning och fusioner har antalet videogramdistributörer minskat från cirka 60 till cirka 20.[1]

## Händelser

### Mars
- Mars - Hasse Aro blir ny programledare för Efterlyst.
- 31 mars - Carola Søgaard vinner Melodifestivalen med låten Fångad av en stormvind.

### Maj
- 4 maj - Carola Søgaard vinner även Eurovision Song Contest med låten Fångad av en stormvind.

### September
- September - Partiledarutfrågningarna i SVT inför svenska riksdagsvalet leds av Helena Stålnert, Lars Adaktusson, Karin Andersson och Pia Brandelius.

### Oktober
- 19 oktober - Premiär för Bingolotto med Leif ”Loket” Olsson i TV4.
- 22 oktober - Sista avsnittet av animerade TV-serien The Real Ghostbusters visas på amerikanska TV-nätverket ABC.

### Okänt datum
- SF Succé köps upp av TV 1000.

## TV-program

### Sveriges Television
- 24 januari – Start för underhållningsprogrammet Tack för kaffet med Sven Melander, Gösta Engström och Åke Cato.
- 7 februari–14 mars - Brittiska serien Unge Adrians lidanden (The Growing Pains of Adrian Mole).
- 14 februari – Premiär för filmen Svidande affärer av Lars Forsberg med Niklas Falk, Christina Stenius, Martin Berggren och Klas Jahnberg.
- 1 mars - Premiär för Popitopp med Johanna Westman som programledare.
- 30 mars - Underhållningsprogrammet Caramba! med Jacob Dahlin och John Chrispinsson samt gäster.
- 6 april - Frågesportprogrammet Med på noterna med Carl-Uno Sjöblom, Christina Mattsson och Gunnar Svensson.
- 10 juni - Sommarlov med Peter Settman, Fredde Granberg och Gila Bergqvist.
- 22 juni - Frågesporten Heja blågult! med Magnus Höjer och Gunnar Nordahl.
- 24 juni - Brittiska dramaserien Majs ljuva knoppar (Darling Buds of May).
- 7 juli - Amerikanska komediserien Bagdad Café med bland andra Whoopi Goldberg.
- 14 juli - Repris från 1978 av Pennies From Heaven med Bob Hoskins.
- 16 juli - Ny omgång av Nattkafé med Siewert Öholm.
- 16 juli - Australiska serien Tidningskungen (The Paper Man).
- 17 juli - Repris från 1973 av Ett köpmanshus i skärgården med Ulf Brunnberg, Agneta Bolme, Sven Wollter, Ulla Jacobsson med flera.
- 19 juli - Repris från 1984 av Shōgun med Richard Chamberlain.
- 6 augusti - Brittiska serien Bankrutt (Bust).
- 11 augusti - Brittiska serien Advokatbyrån (Advocates).
- 18 augusti - Amerikanska miniserien Död i dimma dold (Fatal Vision).
- 19 augusti - Premiär för frågesporten Lekande lätt med Kjell Lönnå.
- 22 augusti - Nyzeeländska miniserien Krigshjälten (The Champion).
- 23 augusti - Amerikanska västernserien Den långa färden (Lonesome Dove).
- 24 augusti - Repris från 1986 av Macken med Galenskaparna/After Shave.
- 24 augusti - Brittiska Par i skratt (Alas Smith & Jones) med Mel Smith och Griff Rhys Jones.
- 24 augusti - Svenska deckarserien Mord och passion.
- 24 augusti - Repris från 1982 av australiska serien Fem svarta höns (A Town Like Alice).
- 25 augusti - Ny omgång av Skönheten och odjuret (The Beauty and the Beast) med Linda Hamilton.
- 13 november–18 december - TV-serien Amforans gåta i regi av Leif Krantz.
- 17 november – Brittiska kriminalserien Böjelser och begär (Devices and Desires) med Roy Marsden som Adam Dalgliesh vid Scotland Yard.
- 1–24 december - Årets julkalender är Sunes jul. [2]
- 25 december - Den goda viljan med Pernilla August, Samuel Fröler, Lena Endre med flera.

### Syndikering
- 8 augusti - Serieavslutning, Luftens hjältar
- 3 december - Serieavslutning, Widget.

### TV3
- 10 augusti - Amerikanska miniserien En främlings händer (Hands of a Stranger)
- 25 augusti - Amerikanska miniserien Spearfields dotter (Spearfield's Daughter)
- 5 september - Premiär för 21 Jump Street med Johnny Depp

### TV4
- 7 april - Premiär för amerikanska Beverly Hills (Beverly Hills 90210)
- 19 juni - Brittiska komediserien Ombytta roller (To the Manor Born)
- 8 juli – Australiska miniserien Det förlorade paradiset (Edens Lost)
- 29 juli - Amerikanska miniserien Mannen som levde på Ritz (The Man Who Lived at the Ritz)
- 5 augusti - Australiska miniserien Cassidys dilemma (Cassidy)
- 25 augusti - Australiska dramaserien Mot alla vindar (Against the Wind)
- 30 augusti - Amerikanska serien Förintelsen (Holocaust) med Meryl Streep med flera.
- 13 september - Svenska versionen av Jeopardy! med Magnus Härenstam.
- 19 oktober - Bingolotto börjar sändas, med Leif ”Loket” Olsson som programledare.

## Avlidna
- 22 april – Marianne Stjernqvist, 66, svensk skådespelare på ett flertal stadsteatrar samt TV-teatern.
- 24 juni – Nils Ahlroth, 71, svensk skådespelare (N.P. Möller, fastighetsskötare), komiker och revyartist.
- 24 juli – Folke Olhagen, 69, svensk radio- och TV-journalist - Novisen vid spisen.
- 8 september – Dag Stålsjö, 54, svensk TV-producent.
- 10 oktober – Jacob Dahlin, 39, svensk programledare (Jacobs stege, Caramba!).
- 24 oktober – Gene Roddenberry, 70, amerikansk manusförfattare, skapare av Star Trek.

### Fotnoter
1. ↑  ”Från videovåld till World of Warcraft”. Statens medieråd. 24 juli 2010. Arkiverad från originalet den 20 augusti 2016. https://web.archive.org/web/20160820034823/http://statensmedierad.se/download/18.6cd9b89d14fefd0c4f596c91/1452243469090/Medieradet-20-ar.pdf. Läst 11 augusti 2016.
2. ↑  ”Jultradition”. Arkiverad från originalet den 25 april 2012. https://web.archive.org/web/20120425112719/http://www.jultradition.se/tv.htm. Läst 26 mars 2011.